# Territorio de Campeche e Isla del Carmen
Campeche e Isla del Carmen fue un territorio federal de México. El territorio existió entre 1858 y 1862.

## Historia
El territorio fue establecido por el presidente Félix Zuloaga quien, queriendo apaciguar los ánimos sececionistas y resolver parte del problema originado por la guerra de Castas que cubría la península de Yucatán, decretó su creación el 29 de enero de 1858, consistiendo en los distritos de Campeche y la Isla del Carmen.
El 18 de mayo de 1858 se formó la Junta Gubernativa de Campeche e Isla del Carmen, la cual asentó en un acta el anhelo de erigirse en estado de México. Este hecho vino a verse cumplido el 19 de febrero de 1862, si bien solamente fue reconocido como tal por las demás entidades federativas hasta el 29 de abril de 1863.